# Svartholms grunden (vid Pärnäs, Nagu)
Svartholms grunden är en ö nära Ängsö i Nagu,  Finland. Den ligger i Skärgårdshavet i Pargas stad i den ekonomiska regionen  Åboland i landskapet Egentliga Finland, i den sydvästra delen av landet. Ön ligger omkring 5 kilometer norr om Ängsö, 12 kilometer sydväst om Nagu kyrka, 45 kilometer sydväst om Åbo och omkring 180 kilometer väster om Helsingfors. Närmaste allmänna förbindelse är förbindelsebryggan vid Krok som trafikeras av M/S Cheri.
Öns area är 0,6 hektar och dess största längd är 110 meter i sydöst-nordvästlig riktning.